# Chmiňany
Chmiňany (ungarisch Monyhád – bis 1907 Mochnya) ist eine Gemeinde im Osten der Slowakei mit 1069 Einwohnern (Stand 31. Dezember 2024) im Okres Prešov, einem Teil des Prešovský kraj und wird zur traditionellen Landschaft Šariš gezählt.

## Geographie

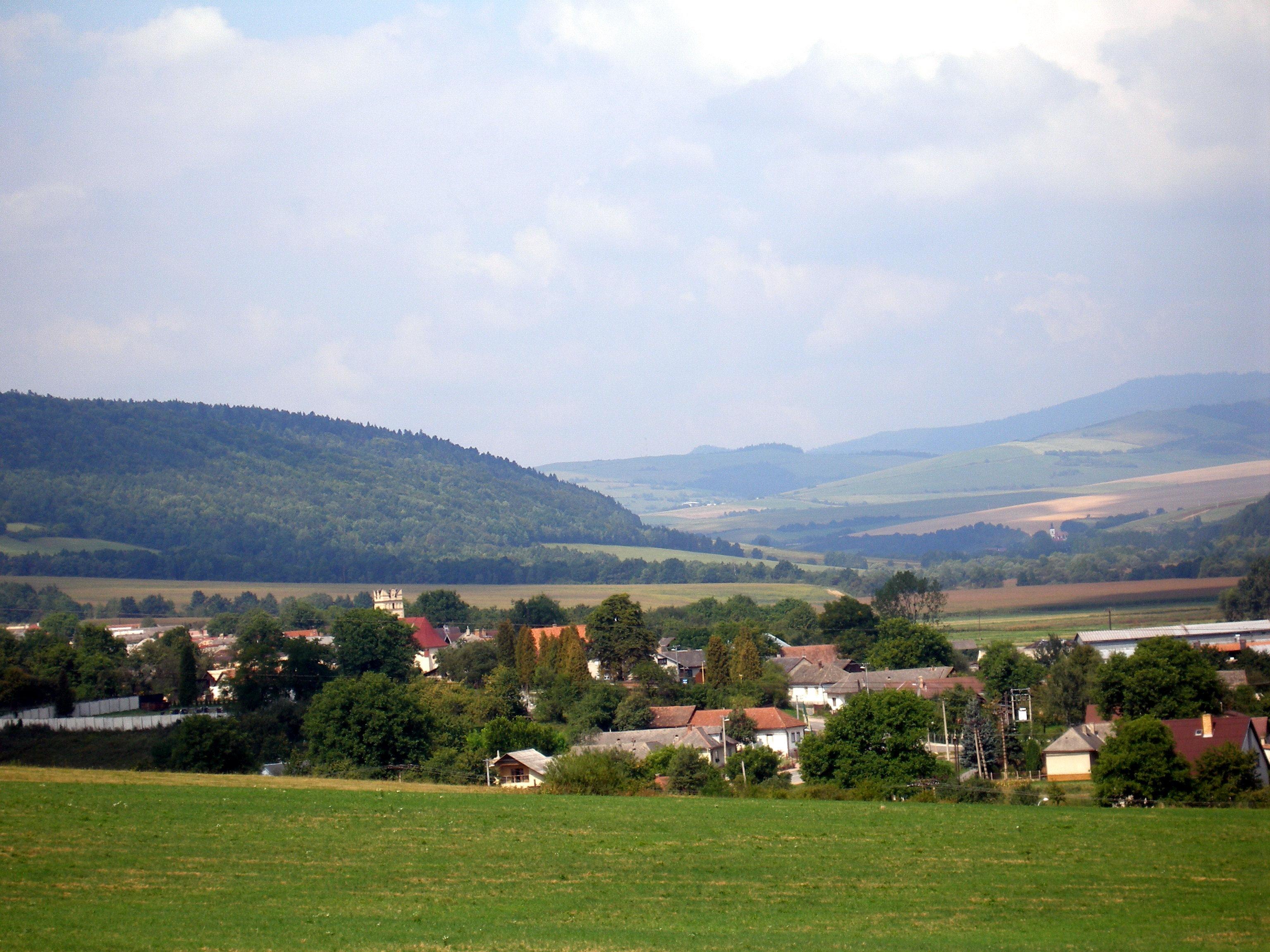
Blick auf den Ort

Die Gemeinde befindet sich im Bergland Šarišská vrchovina im Tal des Flüsschens Veľká Svinka. Das Ortszentrum liegt auf einer Höhe von 378 m n.m. und ist 13 Kilometer von Prešov entfernt.

## Geschichte
Chmiňany wurde zum ersten Mal 1330 als Mocnahac schriftlich erwähnt. Das Dorf war damals gut entwickelt mit einer Pfarrei und einer Mühle und lag im Herrschaftsgut von Svinia. Danach gab es verschiedene Gutsherren: im Jahre 1361 waren es Augustiner von Hrabkov, 1427 das Geschlecht Perényi, im 16. Jahrhundert Jesuiten von Eperies und im 17. Jahrhundert die Stadt Eperies selbst. 1789 zählte man 40 Häuser und 275 Einwohner, 1828 33 Häuser und 253 Einwohner. Sie waren Landwirte, Fuhrmänner und Leinweber.
Bis 1918 gehörte der im Komitat Scharosch liegende Ort zum Königreich Ungarn und kam danach zur Tschechoslowakei bzw. heute Slowakei.

## Bevölkerung
| Jahr                | 1994 | 2004     | 2014     | 2024     |
| ------------------- | ---- | -------- | -------- | -------- |
| Anzahl der Personen | 624  | 783      | 927      | 1069     |
| Unterschied         |      | +25,48 % | +18,39 % | +15,31 % |

| Jahr                | 2023 | 2024    |
| ------------------- | ---- | ------- |
| Anzahl der Personen | 1058 | 1069    |
| Unterschied         |      | +1,03 % |

Nach der Volkszählung 2011 wohnten in Chmiňany 867 Einwohner, davon 783 Slowaken und ein Tscheche. 83 Einwohner machten keine Angabe. 705 Einwohner bekannten sich zur römisch-katholischen Kirche, 55 Einwohner zur evangelischen Kirche A. B., sieben Einwohner zur griechisch-katholischen Kirche, zwei Einwohner zu den Siebenten-Tag-Adventisten und jeweils ein Einwohner zu den orthodoxen, reformierten und evangelisch-methodistischen Kirchen. Sechs Einwohner waren konfessionslos und bei 89 Einwohnern ist die Konfession nicht ermittelt.
Ergebnisse der Volkszählung 2001 (735 Einwohner):
| Nach Ethnie: - 89,93 % Slowaken - 9,25 % Roma | Nach Konfession: - 80,82 % römisch-katholisch - 8,30 % evangelisch - 3,13 % keine Angabe - 0,68 % griechisch-katholisch |

## Bauwerke

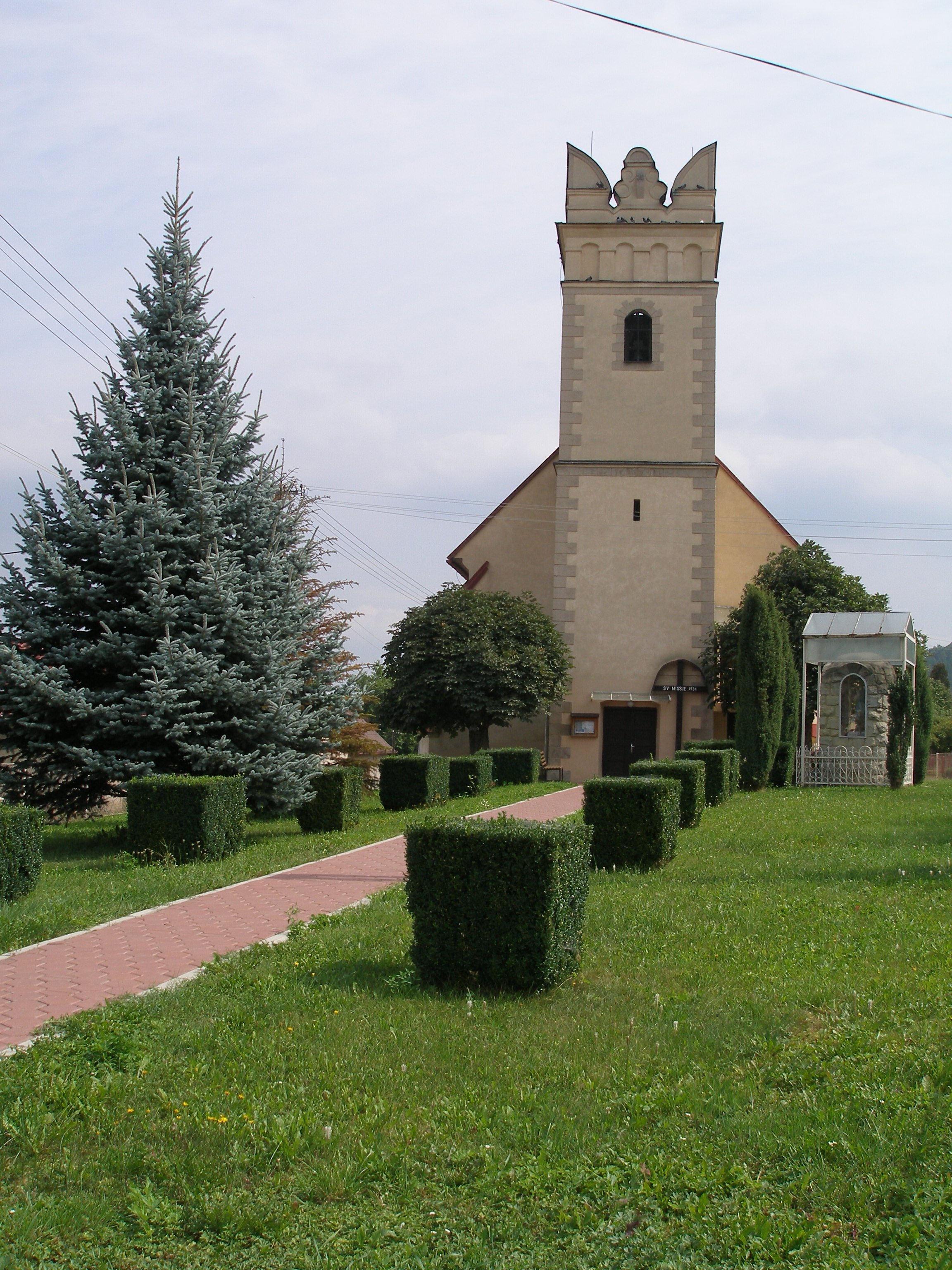
Kirche

- römisch-katholische Michaelskirche, ursprünglich gotisch im 14. Jahrhundert erbaut, im 17. Jahrhundert im Renaissance-Stil umgebaut und um den Turm ergänzt